# Kościół Świętego Jakuba Apostoła w Tolkmicku
Kościół Świętego Jakuba Apostoła – rzymskokatolicki kościół parafialny należący do dekanatu Elbląg-Północ diecezji elbląskiej. Jeden z zabytków miasta.

## Historia i architektura

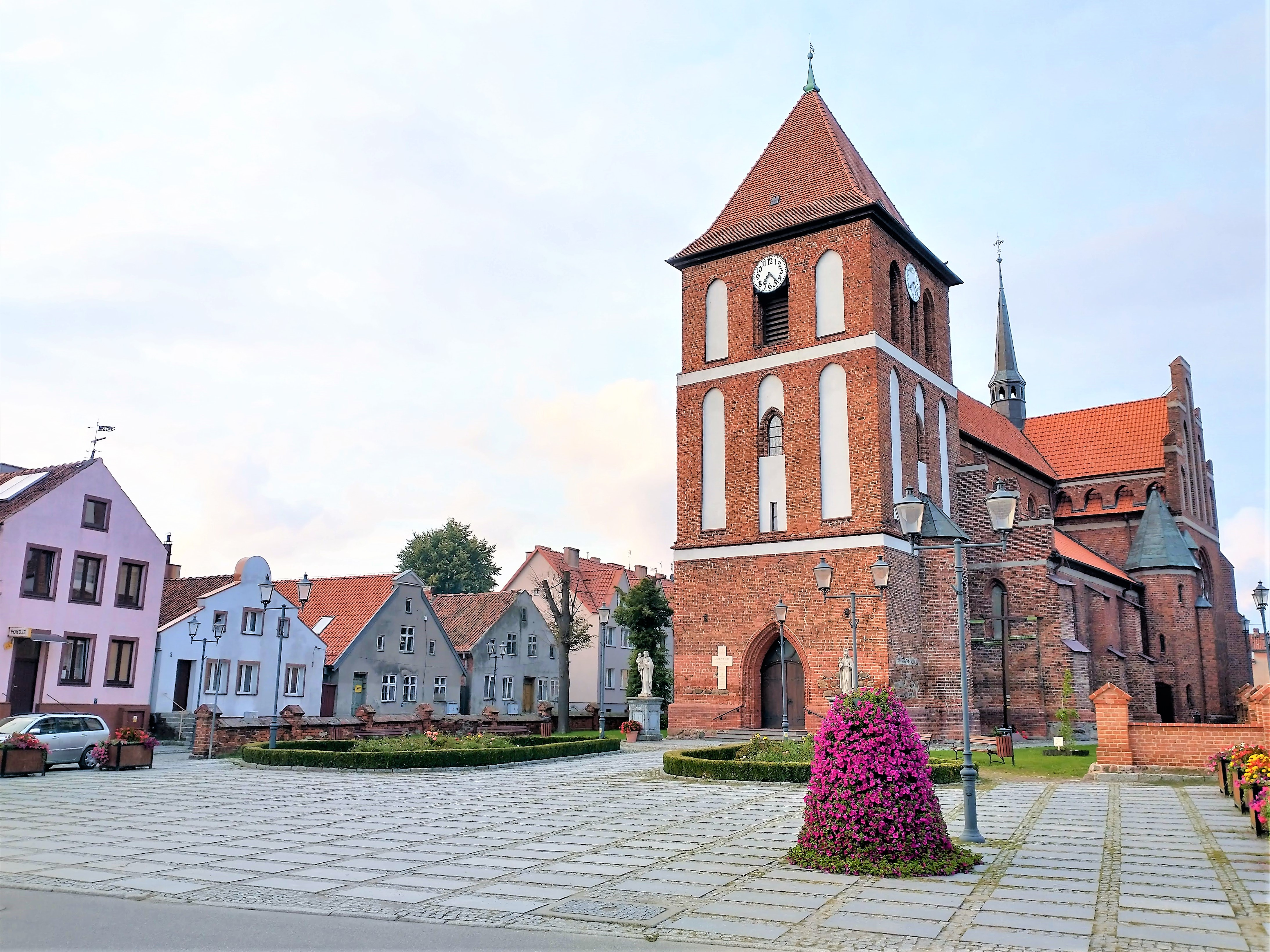
Widok wraz z rynkiem

Obecna murowana, trójnawowa, gotycka świątynia została wzniesiona na miejscu drewnianej w II połowie XIV wieku. Poświęcona została w dniu 28 października 1376 roku przez biskupa warmińskiego Henryka III Sorboma. Nowa budowla otrzymała wezwanie Zwycięskiego Krzyża, Najświętszej Maryi Panny oraz św. Jakuba Apostoła. Pierwotne wyposażenie świątyni nie zachowało się, ponieważ kościół został trzykrotnie zniszczony przez wielkie pożary: w 1550 roku, 1636 roku i 1767 roku. W 1783 roku świątynia została odbudowana ze składek wiernych całej Warmii. W latach 1901–1902 budowla została przebudowana. Rozbudowano ją o transept, dwie zakrystie i nowe prezbiterium. Z lewej i prawej strony nawy transeptu wzniesiono dwie empory. Świątynia otrzymała również jednorodne wyposażenie w stylu neogotyckim. Od 1967 roku świątynią i parafią opiekują się księża salezjanie.
Budowla została wzniesiona na planie prostokąta. Charakteryzuje się wysoką, masywną, czworokątną wieżą o trzech kondygnacjach, pokrytą hełmem namiotowym. Nawa główna, od strony wschodniej, jest powiększona o prezbiterium. Ramiona transeptu z lewej i prawej strony zamknięte są prostymi ścianami. Są one zwieńczone szczytami schodkowymi, z klasyczną dekoracją w stylu gotyckim. Dekoracyjny charakter mają również pionowe i poziome pasy otynkowane na biało na fasadzie, można je zobaczyć m.in. na kolejnych kondygnacjach wieży. W centralnej części zachodniej fasady jest umieszczony ostrołukowy portal wieńczący wejście główne. Korpus świątyni i transept posiadają spadzisty dach. We wnętrzu, nawa główna o trzech przęsłach oddzielona jest od naw bocznych czterema masywnymi filarami. Nad nimi są umieszczone sklepienia gwiaździste, nad prezbiterium i w obydwóch zakrystiach znajdują się sklepienia krzyżowo-żebrowe. W ścianach zamykających ramiona transeptu są umieszczone duże koliste okna w kształcie rozety, z barwnymi witrażami. Gotycka forma świątyni jest podkreślona przez ostrołukowe okna znajdujące się w prezbiterium.
W następstwie kilku wspomnianych wyżej pożarów większość zabytkowego wyposażenia świątyni uległa zniszczeniu. Wśród zachowanych zabytków, do najcenniejszych można zaliczyć m.in.: ołtarz główny z XVI wieku z umieszczonym w jego centralnej części krucyfiksem z XVIII wieku, wykonanym przez rzeźbiarza Krzysztofa Perwangera, rzeźby wykonane przez Krzysztofa Perwangera, przedstawiające Madonnę stojącą na kuli ziemskiej z 1735 roku i św. Jana Nepomucena z 1737 roku (są umieszczone przed kościołem), obrazy, na których są przedstawieni św. Piotr i św. Paweł z końca XVIII wieku (umieszczone w kruchcie zachodniej); „Krzyż Dżumy” z około 1709 roku (umieszczony w kruchcie zachodniej), chrzcielnicę w stylu gotyckim, wykonaną z kamienia.